# Plancksches Prinzip
In der Soziologie des wissenschaftlichen Wissens ist Plancks Prinzip die Ansicht, dass wissenschaftlicher Wandel nicht dadurch stattfindet, dass einzelne Wissenschaftler ihre Meinung ändern, sondern dass aufeinanderfolgende Generationen von Wissenschaftlern unterschiedliche Ansichten haben.

## Formulierung
Max Planck formulierte das Prinzip so:

„Eine neue wissenschaftliche Wahrheit pflegt sich nicht in der Weise durchzusetzen, daß ihre Gegner überzeugt werden und sich als belehrt erklären, sondern vielmehr dadurch, daß ihre Gegner allmählich aussterben und daß die heranwachsende Generation von vornherein mit der Wahrheit vertraut gemacht ist ...

Eine neue große wissenschaftliche Idee pflegt sich nicht in der Weise durchzusetzen, dass ihre Gegner allmählich überzeugt und bekehrt werden – dass aus einem Saulus ein Paulus wird, ist eine große Seltenheit – sondern vielmehr in der Weise, dass die Gegner allmählich aussterben und dass die nachwachsende Generation von vornherein mit der Idee vertraut gemacht wird.“

Umgangssprachlich wird dieses Zitat oft paraphrasiert als „Die Wissenschaft schreitet von Beerdigung zu Beerdigung voran“.

## Übernahme
Plancks Zitat wurde von Thomas Kuhn, Paul Feyerabend, Moran Cerf und anderen verwendet, um zu argumentieren, dass wissenschaftliche Revolutionen nicht rational seien und nicht durch „bloße Kraft der Wahrheit und Tatsachen“ verbreitet würden.
Der Philosoph und Hafenarbeiter Eric Hoffer zitiert Plancks Prinzip zur Unterstützung seiner Ansichten zu drastischer sozialer Veränderung und der Natur von Massenbewegungen. Laut Hoffers Tagebucheintrag vom 20. Mai 1959 erfordert die erfolgreiche Bewältigung drastischer Veränderungen „die Ausstattung ... mit einer neuen Identität und einem Gefühl der Wiedergeburt“, wie es bei Moses und dem Exodus der Fall war. Erst nach vierzig Jahren in der Wüste konnte Moses hebräische Sklaven in freie Männer, also eine neue Generation, verwandeln:
"Moses entdeckte, dass keine Wanderung, kein Drama, kein Spektakel, kein Mythos und kein Wunder Sklaven in freie Männer verwandeln konnte. Das ist nicht möglich. Also führte er die Sklaven zurück in die Wüste und wartete vierzig Jahre, bis die Sklavengeneration starb und eine neue Generation, die in der Wüste geboren und aufgewachsen war, bereit war, das gelobte Land zu betreten.
"Alle Revolutionsanführer wissen, dass sich Menschen nicht ändern können, auch wenn sie leidenschaftlich den Wandel predigen. Im Gegensatz zu Moses haben sie weder eine nützliche Wüste noch die Geduld, vierzig Jahre zu warten. Daher bedienen sie sich der Säuberungsaktionen und des Terrors, um die erwachsene Generation loszuwerden.
„Es ist von Interesse, dass der Geist des Menschen selbst in der objektiven Welt der Wissenschaft nicht formbarer ist als in der gewohnheitsgebundenen Welt des Alltagslebens. Max Planck behauptete, dass eine neue wissenschaftliche Wahrheit pflegt sich nicht in der Weise durchzusetzen, dass ihre Gegner überzeugt werden und sich als belehrt erklären, sondern vielmehr dadurch, dass ihre Gegner allmählich aussterben und dass die heranwachsende Generation von vornherein mit der Wahrheit vertraut gemacht ist“ (175–176).

## Entkräftigung
Ob das Lebensalter einen Einfluss auf die Bereitschaft hat, neue Ideen anzunehmen, wurde empirisch kritisiert. Im Falle der Akzeptanz der Evolution in den Jahren nach der Veröffentlichung von Darwins Über die Entstehung der Arten, spielte das Alter nur eine geringe Rolle. Auf einer spezielleren Ebene war es auch ein unwesentlicher Faktor bei der Akzeptanz der Kliometrie. Eine Studie darüber wann unterschiedliche Geologen das Prinzip der Plattentektonik akzeptierten, stellte fest, dass ältere Wissenschaftler dieses tatsächlich früher akzeptierten als jüngere. Eine neuere Studie zu Biowissenschaftsforscher ergab jedoch, dass nach dem Tod herausragender Forscher die Veröffentlichungen ihrer Mitarbeiter rapide zurückgingen, während die Aktivität von Nichtmitarbeitern und die Zahl neuer Forscher, die in ihr Fachgebiet eintraten, zunahm.

## Referenzen
1. 1 2  Hull DL, Tessner PD, Diamond AM: Planck's Principle. In: Science. 202. Jahrgang, Nr. 4369, 17. November 1978, S. 717–23, doi:10.1126/science.202.4369.717, PMID 17807228, bibcode:1978Sci...202..717H.
2. ↑  Pierre Azoulay, Christian Fons-Rosen, Joshua S. Graff Zivin: Does Science Advance One Funeral at a Time? 2015, doi:10.3386/w21788.
3. ↑  John T. Blackmore: Is Planck's 'Principle' True? In: British Journal for the Philosophy of Science. 29. Jahrgang, Nr. 4, 1978, S. 347–349, doi:10.1093/bjps/29.4.347, JSTOR:687097.
4. ↑  Arthur M. Diamond, Jr.: Age and the Acceptance of Cliometrics. In: The Journal of Economic History. 40. Jahrgang, Nr. 4, Dezember 1980, S. 838–841, doi:10.1017/S002205070010021X, JSTOR:2120004.
5. ↑  Peter Messeri: Age Differences in the Reception of New Scientific Theories: The Case of Plate Tectonics Theory. In: Social Studies of Science. 18. Jahrgang, Nr. 1, 1988, S. 91–112, doi:10.1177/030631288018001004, JSTOR:285378.
6. ↑  Pierre Azoulay, Christian Fons-Rosen, Joshua S. Graff Zivin: Does Science Advance One Funeral at a Time? In: American Economic Review. 109. Jahrgang, Nr. 8, August 2019, S. 2889–2920, doi:10.1257/aer.20161574, PMID 31656315, PMC 6814193 (freier Volltext).